# The Dudesons

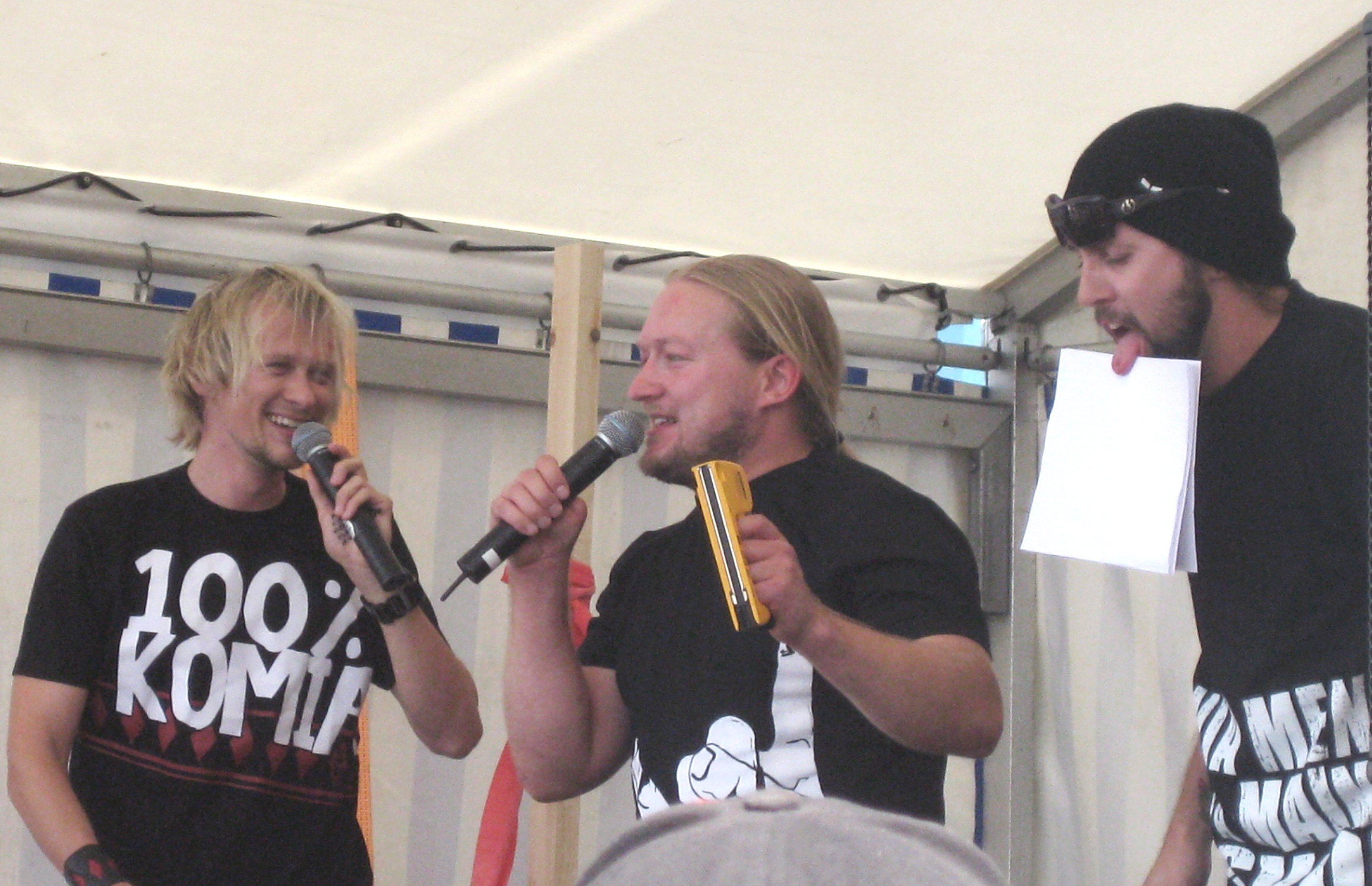
Ярно Лаасала, Ярппи Леппала и Ханну-Пекка Парвиаинен на выступлении Dudesons в торговом центре Lanterna Roihupelto.Август 2012, Хельсинки, Финляндия.

The Dudesons — финская группа артистов, состоящая из четырёх человек. Они наиболее известны своими телевизионными шоу и живыми выступлениями, которые представляют собой сочетание трюков и комедии.
Главные герои — четверо финских парней:
- Jukka (Юкка) (Jukka Hilden, 1980 г. р.),
- Jarppi (Ярппи) (Jarno «Jarppi» Leppälä, 1979 г. р.),
- HP (Эйч-Пи) (Hannu-Pekka «HP» Parviainen, 1981 г. р.),
- Jarno (Ярно) (Jarno Laasala, 1979 г. р.).

Начав свою телевизионную карьеру в январе 2001 года в Финляндии с телевизионного шоу Extreme duudsonit, они приобрели мировую известность и в 2010 году выпустили шоу на американском телеканале MTV. После появления The Dudesons в Америке группа начала переходить от трюков к более многоплановой карьере.
За свою историю The Dudesons выпустили четыре полноценных сезона на финском языке, четыре сезона на английском языке снятые в Финляндии, один сезон Dudesons in America в США, продюсерами которого выступили Джонни Ноксвилл, Джефф Тремэйн, а также полнометражный фильм The Dudesons Movie. Более того, Dudesons приняли участие в таких финских шоу как Duudsoni Elämää, Duutsonit Tulitalon (Дьюдсоны пришли в дом), Teräspallit, Tanssii tähtien kanssa (Финская версия шоу «Танцы со звёздами») и многие другие.
Dudesons часто называют «Финскими чудаками» ссылаясь на аналогичное американское шоу, однако Dudesons начали свою деятельность раньше чем Jackass, что подтверждает сам Стив-О в трейлере к полнометражному фильму.
Dudesons впервые официально посетили Россию 20 мая 2013, прибыв в Санкт-Петербург в рамках ралли Gumball 3000.

## Ранние годы
История началась в небольшом городке Сейняйоки в западной части Финляндии, где родились и выросли все четверо участников шоу: Юкка Хилден (Jukka Hilden, 1980 г. р.), Ярно «Ярппи» Леппяля (Jarppi Leppälä, 1979 г. р.), Ярно Лаасала (Jarno Laasala, 1979 г. р.) и Ханну-Пекка «HP» Парвиаинен (Hannu-Pekka «HP» Parviainen, 1981 г. р).
С самого раннего детства парней тянуло к приключениям. Все они были лучшими друзьями, а любовь к трюкам и экстриму объединяла их ещё больше. Ребята увлеклись экстремальными видами спорта, в частности сноубордингом и скейтбордингом. А в начале 90-х годов, когда у Ярно появилась первая видеокамера, они начали снимать свои трюки на плёнку, так появились первые экстремальные видеоролики. Вскоре стандартные прыжки переросли в по-настоящему опасные трюки, и ребята принялись снимать уже новое, нестандартное, по-настоящему сумасшедшее видео. Весь отснятый материал был обработан и отредактирован, лучшие моменты были записаны на VHS кассеты, которые впоследствии продавались за неплохие деньги. Постепенно их слава росла и через некоторое время команда стала знаменита во всем городе.

## Успех в Финляндии
В январе 2000 года Ярно устроился на работу в качестве редактора на небольшой кабельный канал MoonTV. Там он набрался опыта работы с видео и предложил парням сделать своё собственное шоу из уже отснятого видеоматериала. В этом же году они создали собственную продюсерскую компанию — Rabbit Films, в рамках которой и начали работать над созданием первого сезона своего сериала, под названием Extreme Duudsonit. Уже в августе работа над первым сезоном была завершена. А в январе 2001 года началась трансляция первых серий на телеканале MoonTV, вскоре Extreme Duudsonit стало самыми популярным из всех представленных на канале шоу.
В сентябре 2001 года шоу переехало из MoonTV в Nelonen, второй крупнейшей коммерческой сети в Финляндии.
Второй сезон телешоу стартовал в 2002 году, в этом же году команда The Dudesons была избрана в номинации The Media Persons Of The Year по версии читателей самого популярного молодёжного журнала Финляндии Suosikki.
С 2002 года команда реализует ещё один проект The Dudesons Live Show. Этот проект представляет собой живые выступления как на огромных открытых площадках на большой сцене, так и выступления в небольших клубах. В этом проекте парни в живую выполняют свои любимые, коронные трюки, такие, как:
- Безрассудный бокс (blindfolded boxing),
- Стрельба в грудь из дробовика (shooting to the chest with a shotgun),
- Человеческий дартс (the human dartboard),
- Перетягивание каната велосипедами (the tug of war with bicycles) и многое другое.

Третий и четвёртый сезоны стартовали в 2003 и 2004 годах соответственно. Зрители четвёртого сезона стали свидетелями появления пятого участника шоу — поросёнка Britney (хотя поначалу его назвали Satan, но подумав, что поросёнок — женского рода, переименовали его в Britney), о том, что свинка оказалась все-таки мужского рода парни узнали уже позже, поэтому женское имя было решено оставить.

## Успех в мире
В 2003 году, после ошеломительного успеха на родине, участники решили не останавливаться на достигнутом, они подучили английский язык и стали снимать своё шоу уже не только на финском, но и на английском языках. Серии на финском языке начали показывать в Финляндии в 2004 году, а серии на английском впервые дебютировали на канале Channel V в Австралии в феврале 2006 года. В США же первую серию первого сезона показали 6 июля 2006 года на телеканале SpikeTV.
К сентябрю 2007 года первый сезон шоу The Dudesons был куплен и показан уже в 22 странах мира. А к 2010 году 4 полноценных сезона телепередачи были проданы более чем в 100 стран мира, что делает The Dudesons самой знаменитой финской телепередачей.

## Фильм: The Dudesons Movie
После того, как были отсняты четыре сезона сериала на финском языке, парни решили сделать следующий проект полностью на английском языке, Так появился первый полнометражный фильм The Dudesons Movie, который должен был принести славу команде далеко за пределами Финляндии. Как и в сериале, в фильме рассказывается о повседневной жизни парней, обо всех опасных и смешных ситуациях, с которыми им приходится сталкиваться.
После более чем года упорной работы The Dudesons Movie появился на свет, однако прошло ещё больше года, пока фильм стали показывать за пределами финляндии. Первый релиз на DVD в США состоялся 11 июля 2006 года. Премьера в Финляндии состоялась на широких экранах весной 2006 года, посмотреть на премьерный показ собрались более 1000 человек, а после премьеры организаторы устроили огромный фейерверк. Год спустя фильм получил награду, в номинации «самый любимый зрительский фильм» (Audiences favourite movie) на фестивале The Jussi Awards (эквивалент Оскара), набрав почти 95 % голосов.
Парни уверены, что это не последний их фильм. Многие моменты в шоу слишком пошлы и откровенны, и многие телеканалы не могут допустит их к показу, однако в фильмах нет таких жестких запретов, поэтому здесь можно увидеть трюки и вещи, которые нельзя увидеть по телевизору.

## Основное шоу «The Dudesons»
В зависимости от региона, порядок трансляции серий, а также содержание некоторых серий, могут различаться.
Данный список составлен в соответствии с порядком и содержанием DVD-издания.

### Первый сезон (2006)
| Номер серии | Содержание | Дата выхода в эфир |
| ----------- | --- | ------------------ |
| 1-101       | «Introducing The Dudesons» Дудсоны знакомят зрителей со своей командой, а затем выполняют идиотские трюки бросая вызов смерти, и в конечном итоге попадают в больницу с переломанными костями.                                         | 6 июля 2006        |
| 2-102       | «Mayhem on the Dudesons Ranch» Дудсоны придумывают новые автомобильные трюки и дурачатся у себя на ранчо, а затем играют с Джимми Попом и Эвил Джаредом Хасселхоффом из Bloodhound Gang, а также Бэмом Марджерой в человеческий дартс. | 13 июля 2006       |
| 3-103       | «Destroying a Supermarket» Дудсоны находят летнюю работу в продуктовом супермаркете и в конечном итоге разрушают его. | 20 июля 2006       |
| 4-104       | «Freezing to Death» Дудсоны мерзнут зимой за полярным кругом, так что они отправились в Мексику что бы творить хаос вместе с Бэмом Марджерой.                                                                                          | 27 июля 2006       |
| 5-105       | «Neighbor Wars» Дудсоны против соседа Мистера Гитлера. В шоу появляется Стив-О. | 3 августа 2006     |
| 6-106       | «Fire in the House» Дудсоны отправились на живое выступление, разрушили рок-фестиваль, а затем спалили свой дом устроив пикник внутри.                                                                                                 | 10 августа 2006    |
| 7-107       | «Friendship Hurts» Дудсоны встретились в Вегасе с Бэмом, выступили в живую перед тысячами людей. Ярно и Юкка отрываются с порно звездами.                                                                                              | 24 сентября 2006   |
| 8-108       | «Dudesons Season 1: Top 10» Десятка самых лучших моментов первого сезона. | 1 октября 2006     |
| 9-109       | «Dudesons Season 1: Bonus Episode» Дудсоны отправляются покорять Австралию на премьеру своего шоу. | только на DVD      |

### Второй сезон (2008)
| Номер серии | Содержание | Дата выхода в эфир |
| ----------- | --- | ------------------ |
| 10-201      | «The Desperate Househunters» Дудсоны вернулись после шести месячного путешествия. Так как ранчо разрушили в прошлом сезоне, они начинают поиски нового дома. | 2 мая 2008         |
| 11-202      | «The Prank Wars» Юкка классически прикольнулся над Ярппи и началась война приколов. А в конце Дудсоны отпраздновали новоселье устроив грандиозную вечеринку. | 9 мая 2008         |
| 12-203      | «Road Trip» У Дудсонов появился новый фургончик, и они решили поехать в путешествие. Останавливаясь в разных местах они творят привычный для них хаос.       | 16 мая 2008        |
| 13-204      | «Super Heroes» Дудсоны становятся супер героями, и после не долгих тренировок решают спасать мир.                                                            | 23 мая 2008        |
| 14-205      | «Britney’s Birthday» Бритни заболел. Что бы не портить ему день рожденье Дудсоны везут его к ветеринару.                                                     | 30 мая 2008        |
| 15-206      | «Cops & Robbers» Дудсоны соревнуются кого первым арестует полиция. Арестованный получит право управления танком.                                             | 6 июня 2008        |
| 16-207      | «The Dudesons Olympics» Дудсоны устраивают свои олимпийские игры. Ярно и Юкка против НР и Ярппи.                                                             | 13 июня 2008       |
| 17-208      | «Dudesons Season 2: Top 10» Десятка самых лучших моментов второго сезона.                                                                                    | 13 июня 2008       |

### Третий сезон (2009)
| Номер серии | Содержание | Дата выхода в эфир |
| ----------- | --- | ------------------ |
| 18-301      | «Astronauts» Ярппи взрывает здание стоя непосредственно на нём. Затем Дудсоны делают космический челнок из старого автомобиля.                                                       | 9 января 2009      |
| 19-302      | «Follow the Leader» Дудсоны играют в «следуй за лидером», проигравшие устраивают гей-парад в центре города.                                                                          | 16 января 2009     |
| 20-303      | «Dream Jobs» Дудсоны вспоминают кем мечтали быть в детстве. НР становится пожарным, Ярппи строителем, Юкка спасателем, а Ярно полицейским.                                           | 23 января 2009     |
| 21-304      | «Dudesons World War» Каждый Дудсон выбрал себе название своего государства и часть ранчо. И конечно же началась мировая война.                                                       | 30 января 2009     |
| 22-305      | «Motor Heads» Дудсоны придумывают свой дудсон-мобиль и испытывают его на деле. | 6 февраля 2009     |
| 23-306      | «Winter Olympics» Дудсоны устраивают зимние олимпийские игры. Юкка и Бэм против Ярппи и Новака.                                                                                      | 13 февраля 2009    |
| 24-307      | «Return of Jarppi’s Thumb» Дудсоны едут в Хельсинки что бы забрать из банка отрезанный 10 лет назад большой палец Ярппи, а затем устраивают прощальную вечеринку и уничтожают палец. | 20 февраля 2009    |
| 25-308      | «Dudesons Season 3: Top 10» Десятка самых лучших моментов третьего сезона. | 27 февраля 2009    |
| 26-309      | «Dudesons Season 3: Bonus Episode» Невошедшее в основные серии 3-го сезона | только на DVD      |

### Четвёртый сезон (2010)
| Номер серии | Содержание | Дата выхода в эфир |
| ----------- | --- | ------------------ |
| 27-401      | «Follow the leader: Winter edition» Дудсоны снова играют в «Следуй за лидером», только на это раз в Лапландии зимой.          | 15 января 2010     |
| 28-402      | «Santa’s Little Helpers» Дудсоны пробуют на себе какого быть Сантой и его помощниками.                                        | 22 января 2010     |
| 29-403      | «Dirty Bets in Australia» Дудсоны поехали в Австралию устраивать живое шоу и встречаются там с «Dirty Sanchez».               | 29 января 2010     |
| 30-404      | «Dudesons Battle Robot» Дудсоны строят своего боевого робота, а затем проверяют его на прочность.                             | 5 февраля 2010     |
| 31-405      | «Dudesons Do America» Дудсоны отправляются покорять Америки. Так же они встретились с «Nitro Circus».                         | 12 февраля 2010    |
| 32-406      | «Back To Basics» Дудсоны восстанавливают свою сауну и повторяют трюки которые они делали много лет назад.                     | 19 февраля 2010    |
| 33-407      | «How Did The Dudesons Start» Дудсоны рассказывают о том как они познакомились, как они начинали, и как росла их популярность. | 26 февраля 2010    |
| 34-408      | «Dudesons Season 4: Top 10» Десятка самых лучших моментов четвёртого сезона.                                                  | 5 марта 2010       |

### Пятый сезон (2015)
После съёмок The Dudesons in America в 2010 году, команду ждал длительный перерыв во время которого все их силы были направлены лишь на съёмки финского реалити-шоу «Duudsonit TuliTaloon», и они, тем самым, практически не выполняли никаких трюков, за исключением как, во время живых выступлений.

Однако в конце 2012 — начале 2013 года, Dudesons, в своей странице на YouTube выкладывали серии коротких видео «Challenge the Dudesons» и «Follow The Leader», заказчиками съёмок которых были букмейкерский сайт «Betsafe.com» и мессенджер «Joomla», соответственно.
16 Апреля так же на YouTube, неожиданно появилось видео как Dudesons, переодетые в костюмы толстяков, разогнав Эйч-Пи на санках, ударяют его промежностью об дерево. Видео вызвало интригу в фан-сообществах, так как оно точно являлось свежим, что было определено по причёскам и фирменной одежде одетой поверх костюмов. А по-скольку никаких предварительных предпосылок к съёмке этого видео не было, и учитывая что Dudesons, к тому же, говорили на английском языке, а Ярно снова держал в руках камеру, что нехарактерно для «Duudsonit TuliTaloon», но крайне характерно для основного шоу Dudesons, стало понятно, что вероятнее всего это съёмки нового сезона.

Более того, мнение о том, что мини-видео из серий «Challenge the Dudesons» и «Follow The Leader» в будущем будут перемонтированы в полноценные серии для пятого сезона, уже к этому времени, так же бытовало среди фанатов.

Так же в своих Facebook и Instagram, ребята уже, как бы, «намекали» что занимаются съёмками пятого сезона. Одним из наиболее прямых намёков стало выложенное в Ноябре 2013 фото, с изображённой не ней, стоящей на Aleksanterinkatu в Хельсинки четвёркой в полном сборе, и надписью «Сегодня утром, пока Хельсинки спал, мы снимали. Угадайте для какого сезона?». 

1 Декабря 2013, на официальном канале Dudesons на YouTube, вышел видеоролик «Уничтожение припаркованного автомобиля», в конце которого наконец появилось первое официальное заявление о съёмках нового, пятого сезона, в виде надписи: «5: The Dudesons season 5 is comming!», после чего было повторно заявлено о скором выходе 5 сезона на странице в Facebook и официальном сайте.

2 Апреля 2015 на канале «MTV Финляндия» начались еженедельные трансляции новых серий пятого сезона. Новый сезон оказался заметно отличным от предыдущих. В сериях демонстрировалось все меньше опасных трюков, а больший уклон был сделан в сторону постановочных розыгрышей на публике, в стиле «скрытой камеры», а также хулиганских выходок. Существенная часть материала уже была ранее показана на YouTube. Серьёзные изменения, также перетерпели заставка и фирменный стиль оформления: в заставке больше не перечисляются имена, а лишь единожды написаны списком под общим фото на фоне логотипа; четвёрка больше не идёт по поляне, а идут по улице Aleksanterinkatu в Хельсинки; черно-красно-белый фирменный стиль был заменен на разноцветную акварель.

## Другие шоу с участием Dudesons

### The Dudesons in America (2010)
Известный всему миру чудак Джонни Ноксвилл заметил высокий потенциал ребят, и предложил им снять следующий сезон уже в США, под руководством Джеффа Тремэйна, который имеет огромный опыт работы с jackass-командами.
После долгих переговоров новому сезону шоу под названием The Dudesons in America горит зелёный свет. Они будут делать шоу в своей студии Rabbit Films, совместно с компанией Dickhouse. Вот что говорит Джонни Ноксвилл о The Dudesons в одном из своих интервью:
У этих парней яйца вместо мозгов, однако я очень рад, что имею честь делать шоу вместе с ними...
С бюджетом в 6 миллионов долларов в новом сезоне парни представили новые, более дерзкие и опасные трюки, а также уже давно всем полюбившиеся трюки из предыдущих четырёх сезонов.
| Номер серии | Содержание | Дата выхода в эфир |
| ----------- | --- | ------------------ |
| 1-101       | «Follow the leader» Дудсоны прибывают в США и Джонни Ноксвилл селит их на ранчо у ковбоев, где парни устраивают игру «Делай как главный», борясь за самую большую кровать в доме. Проигравшим прижигают клеймо «USA». | май 6, 2010        |
| 2-102       | «Cowboys & Findians» Дудсоны встречают «Мистера Сагинава», лидера индейского племени «Золотое Перо». Мистер Сагинав рассказывает им легенды о жизни и быте его племени, а ребята пытаются повторить многое из услышанного, в конце концов оказываясь в больнице. Однако Мистер Сагинав, всё же, принимает их в своё племя. После показа данной серии в США, представители некоторых индейских племён Северной Америки, обратились к властям США и каналу MTV, с просьбой запретить серию из-за насмешек связанных со стереотипами в представлении людей об индейских племенах, а также коренных жителях Северной Америки в целом. Впоследствии, за пределами США, во многих странах данная серия не выходила в эфир. В том числе и в России. Тем не менее, кадры из серии остались во вступительной заставке. | май 13, 2010       |
| 3-103       | «Spaced» Дудсоны приезжают на космическую базу, где решают повторить подвиги знаменитых американских астронавтов. Они проходят несколько идиотских заданий испытывая себя на прочность, а затем построив ракету из старого автомобиля, пробуют её в деле, а по окончании, в очередной раз оказываются в госпитале. | май 20, 2010       |
| 4-104       | «Abusement Park» Дудсоны едут во Флориду, где встречают владельца самого старинного парка аттракционов в США и предлагают ему на суд собственные идеи для новых аттракционов. | июль 16, 2010      |
| 5-105       | «American Frontiersmen» Дудсоны едут в горы, где встречаются с инструктором, который обучает их выживанию в морозную погоду в глубоких дебрях дикой природы. Инструктору помогает Джонни Ноксвилл. | июль 23, 2010      |
| 6-106       | «Armed Forces» Дудсоны попадают на секретную базу армии США, где военный инструктор проводит для них специальную боевую подготовку. По итогу, дудсоны инсценируют войну с канадской армией и вновь оказываются в больнице. | июль 30, 2010      |
| 7-107       | «Alien Invasion» Дудсоны готовятся к вторжению пришельцев. Однако что бы понять планы инопланетян, на какое-то время они сами решают стать инопланетянами. | август 6, 2010     |
| 8-108       | «Winter Games» Дудсоны знакомят американцев с развлечениями популярными в Финляндии зимой. А затем устраивают соревнования в которых так же принимают участие Бэм Марджера и Райан Данн. | август 13, 2010    |
| 9-109       | «Action Heroes» Дудсоны решают попытать свою удачу на поприще большого кино, с помощью режиссёра и кино-продюсера Лари Гордона. Они снимают для него свой демо-ролик, в котором воссоздают трюки из самых популярных Голливудских фильмов. | август 20, 2010    |
| 10-110      | «American Jock» Дудсоны попадают в ряды спортивной команды одной из американских школ и демонстрируют на что способны, соревнуясь друг с другом. Проводить соревнования им помогают персональный тренер и Джонни Ноксвилл. По окончании, проигравших окунают головой в унитаз, а победители получают право на управление и уничтожение школьного автобуса. | август 27, 2010    |
| 11-111      | «Dudes Mobile» Дудсоны создают свой «двухсторонний» автомобиль, но понимают что им всё ещё необходимы водительские права выданные в США, которые они и пытаются получить. В конце парни так же принимают участие в Демолишн Дерби с местными любителями и даже побеждают. | сентябрь 4, 2010   |
| 12-112      | «American History» Дудсоны решают получить гражданство США, но для этого им необходимо сдать экзамен по истории США. Для этого они встречаются со учительницей, и в качестве демонстрации знаний воссоздают некоторые ключевые события в истории США. Ребята проваливают экзамен, однако что бы всё-таки получить гражданство США, они устраивают революцию. | сентябрь 4, 2010   |

### The Dudesons Do Gumball 3000 (2012)
В мае 2012 года Dudesons принимали участие в гонках Gumball 3000 по всей Северной Америке в фирменной спасательной машине, над дизайном которого поработали ребята из West Coast Customs.
Программа ралли:
Нью-Йорк, штат Нью-Йорк (США) → Торонто (Канада) → Детройт, штат Мичиган (США) → Индианаполис, штат Индиана (США) → Сент-Луис, штат Миссури (США) → Канзас-Сити, штат Миссури (США) → Амарилло, штат Техас (США) → Санта-Фе, штат Нью-Мексико (США) → Гранд-Каньон, штат Аризона (США) → Лас-Вегас, штат Невада (США) → Лос-Анджелес, штат Калифорния (США)
Также в гонках фигурировала продукция компании Angry birds

### Duudsonit TuliTaloon (2012—2013)
12 января на финском канале Sub стартовало шоу «Дьюдсоны пришли в дом» (фин. Duudsonit TuliTaloon), где Dudesons поселяются на несколько дней в домах разных финских семей. За исключением нескольких эпизодов снятых в Либерии и США.
В каждом эпизоде, в первый день Dudesons пытаются следовать правилам семьи, а на следующий день берут на себя управление домом и пытаются решить проблемы семьи. В конце каждого эпизода, члены семьи получают различные призы.
Шоу породило идею нового направления реалити-шоу под названием «Rockstar Home Invasion», правами на съёмки в котором уже заинтересовались в таких странах как Германия, Франция, Дания и Норвегия, после чего права были успешно выкуплены, однако в данном ряде стран, подыскивают другие кандидатуры для главных героев шоу.
Всего шоу вышло 2 сезона только на финском языке, и в данный момент ведутся съёмки третьего. 22 Июня 2012 года в продаже появилось DVD с сериями первого сезона и дополнительными материалами, сопровождаемыми так же английскими субтитрами.

### Dudesons Do Gumball Rally 3000 (2013)
Четырёх серийное шоу, пересказывающее события вокруг Dudesons во время проведения Gumball 3000 в 2013 году. В течение четырёх эпизодов, парни проезжают через 13 стран, включая Россию, в которой они были официально впервые.
Программа ралли прошла через такие города как:
Копенгаген (Дания) → Стокгольм (Швеция) → Турку (Финляндия) → Хельсинки (Финляндия) → Санкт-Петербург (Россия) → Таллин (Эстония) → Рига (Латвия) → Варшава (Польша) → Вена (Австрия) → Монако

## Различные факты из жизни The Dudesons
- У Ярппи, на правой руке нет большого пальца. До сих пор реальные причины неизвестны, так как официальная версия которой придерживаются парни, ссылаясь на то что палец был откушен полярным медведем в схватке с Ярппи, очевидно является шуточной.
По различным источникам существуют ещё две версии: неудачный трюк на мотоцикле, где однако не уточняются обстоятельства касающиеся конкретно пальца, а также версия, по которой, во время работы на циркулярной пиле Ярппи был напуган Юккой, и перчатку, в которой Ярппи работал на пиле засосало, сильно повредив палец и руку.
Палец не был отрезан, однако несмотря на все попытки врачей, им так и не удалось его восстановить, что привело к началу развития гангрены, из-за чего палец пришлось срочно ампутировать.
С учётом характера травмы, и оставшихся на руке шрамов, а также определённых «намёков», с помощью которых Ярппи описывал свою травму в разные моменты, это делает версию о циркулярной пиле наиболее правдоподобной.
- Имя Эйч-Пи является транскрипцией от аббревиатуры «HP» на латинице, которая в свою очередь происходит от сокращения полного имени Hannu-Pekka. Однако аббревиатуру «HP» стали произносить как «Эйч-Пи» лишь с началом съёмок шоу на английском языке, так как это соответствует его правилам. Но в соответствии с правилами финского языка, данная аббревиатура читается как «Хоопее» (фин. Hoopee). Данное произношение можно неоднократно услышать когда участники шоу говорят между собой на финском языке в Duudsonit TuliTaloon или ранних эпизодах шоу Extreeme Duudsonit, а также прочитать на нашивке куртки Эйч-Пи.
- Ярппи — не настоящее имя. Более того такого имени вовсе не существует. На самом деле Ярппи так же зовут Ярно. В ранних выпусках их обоих обозначали как Jarno1 и Jarno2.
- Несмотря на анекдотичную финскую «блондинистость», настоящие светлые волосы растут только на голове Ярппи. Волосы Ярно и Юкки окрашены.
- Юкка, Ярппи и Эйч-Пи по знаку зодиака «Львы» и празднуют свои дни рождения в Августе. Ярно — «Дева», отмечает день рождения в Сентябре. Самый старший в команде — Ярппи, за ним идут Ярно с разницей всего около 40 дней, и Юкка с разницей почти в один год. Самый младший Эйч-Пи, он младше Ярппи на два года и несколько дней.
- Несмотря на радикальную финскую антитабачную кампанию, а также отсутствие кадров в которых можно увидеть кого-либо из Дудсонов курящими, все Дудсоны курят.
- В России шоу транслировалось на телеканале 2x2 под названием «Горячие Финские Парни».
- The Dudesons являются хорошими друзьями Jackass, Dirty Sanchez и Nitro Circus, тем самым, не раз участвовали в съёмках шоу друг у друга.
- Dudesons крайне долго не посещали Россию, а также Россия является одной из последних стран, увидевшей Dudesons на телеэкранах. В течение 13 лет существования команды не состоялось ни одного официального визита, несмотря на близкое соседство и постоянные путешествия ребят. В ранних фильмах, были найдены случайные кадры с нескольких визитов в российские деревни, имевших условия предназначенные для сноубординга. Однако, первый официальный визит в Россию состоялся уже 20 Мая 2013 года в рамках ралли Gumball 3000. В эфир же российского телевидения шоу вышло только лишь осенью 2013 года.